# Керит (похідна слюд)

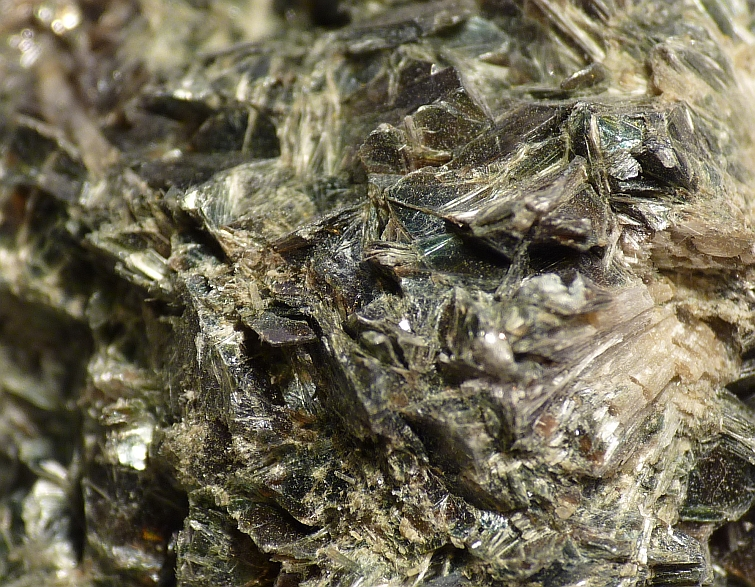
Гідрослюдо-вермікулітові невпорядковані зростки.

Керит (англ. kerrite) — продукти зміни триоктаедричних слюд. Гідрослюдо-вермікулітові невпорядковані зростки.
Керит першим описав і охарактеризував німецько-американський хімік та мінералог Фредерік Август Людвіг Карл Вільгельм Гент (1820—1893).